# Кампос-Жерайс (національний парк)
Національний парк Кампус-Жерайс (порт. Parque Nacional dos Campos Gerais) — національний парк у штаті Парана, Бразилія, неподалік міста Курітіба.

## Місцезнаходження
Національний парк Кампос-Жерайс займає площу 21,299 гектарів біому Атлантичного лісу. Він був створений 23 березня 2006 року і управляється Інститутом збереження біорізноманіття Чіко Мендеса. Парк знаходиться в муніципалітетах Парани Понта-Гросса, Кастро і Карамбей. Рослинність включає змішані ліси та луки. Ендеміками є кульковий кактус і синнінгія левкотриха. Місцевість перетнута, зі скелями, каньйонами, розломами та печерами. У парку знаходяться основні витоки річок Тібагі та Рібейра-де-Ігуапе.

## Консервація
Основною метою національного парку є збереження природних екосистем, що мають велике екологічне значення та мальовничу красу, що дозволяє проводити наукові дослідження та освітню діяльність, а також підтримує екологічний туризм.

## Список джерел
1. ↑  Parna dos Campos Gerais – Chico Mendes.
2. 1 2 3  Unidade de Conservação ... MMA.